# اشلی شیم
اشلی شیم (انگلیسی: Ashleigh Shim؛ زادهٔ ۱۱ نوامبر ۱۹۹۳ در کینگستون) بازیکن فوتبال زن در پست مهاجم اهل جامائیکا است. وی شهروندی جزایر کیمن را نیز دارا است.
وی همچنین در تیم‌های ملی فوتبال زیر ۱۷ سال زنان جزایر کایمن و زنان جامائیکا بازی کرده‌است.